# Macrobrachium nattereri
Macrobrachium nattereri är en kräftdjursart som först beskrevs av Heller 1862.  Macrobrachium nattereri ingår i släktet Macrobrachium och familjen Palaemonidae. Inga underarter finns listade i Catalogue of Life.